# Cyril Hilsum
Cyril Hilsum (* 17. Mai 1925) ist ein britischer angewandter Physiker und Elektroniker.

## Leben
Hilsum studierte am University College London mit dem Bachelorabschluss und forschte danach ab 1945 für die Royal Navy, ab 1947 im Admiralty Research Laboratory, ab 1950 beim SERL (Services Electronics Research Laboratory) und ab 1964 beim Royal Radar Establishment. Zuletzt war er Chief Scientific Officer im Verteidigungsministerium, bevor er 1983 Forschungsdirektor am Hirst Research Center der GEC wurde.
1988 bis 1990 war er Präsident des Institute of Physics. Er ist im Defence Scientific Advisory Council in Großbritannien. Er war Berater verschiedener Firmen wie Cambridge Display Technology, GEC und Unilever und der Europäischen Kommission und Chairman of the Scientific Board bei Peratech. Er war Gastprofessor am Imperial College.
Er entwickelte mit Brian Kidd Ridley und Tom Watkins die Ridley-Watkins-Hilsum-Theorie der Gunndiode. Er leistete wichtige Beiträge zur Technologie der Flüssigkristallanzeige (LCD), wobei er das nationale britische Programm zur LCD-Entwicklung leitete, befasste sich mit Anwendungen von Galliumarsenid-Halbleitern, Infrarotoptik und baute den ersten Festkörperlaser in Großbritannien.
Die in dem von ihm verantworteten Programm vorangetriebenen Patente für LCD-Materialien brachten der britischen Regierung Lizenzgebühren von über 100 Millionen Pfund.

## Ehrungen und Mitgliedschaften
Die British Liquid Crystal Society vergibt einen nach ihm benannten Preis.
- 1978 Welker Award
- 1998 Glazebrook Medal
- 1988 Faraday-Medaille (IEE)
- 1987 Max-Born-Preis
- 2007 Royal Medal
- IEE J. Thomson Medal
- IEEE David Sarnoff Award
- Karl Ferdinand Braun Prize der Society for Information Display
- Royal Society Gold Medal for Applied Science[1]

Er ist Fellow der Royal Society (1979) und Fellow der Royal Academy of Engineering. Er ist Ehrenmitglied der National Academy of Engineering und des Institute of Physics (2001). Er ist Ehrendoktor der University of Sheffield und der Nottingham Trent University. Außerdem ist er Ehren-Fellow des University College London, des University College of North Wales (UCNW) und des University of Manchester Institute of Science and Technology (UMIST).
1990 wurde er CBE.

## Privates
Seine Tochter Lindsay Hilsum (* 1958) ist Zeitungsjournalistin und Fernsehjournalistin bei Channel 4. Im Andenken an seine verstorbene Tochter Karen, einer Ingenieurin, stiftete er einen Preis für Ingenieurinnen (Karen Burt Memorial Award).

## Schriften
- Semiconducting III-V Compounds, Elsevier 1961
- Liquid Crystals, Cambridge University Press 1985
- Herausgeber mit T. Moss Device Physics, Handbook on Semiconductors, Band 4, JAI Press 1993
- Herausgeber mit D. E. N. Davies, A. W. Rudge Communications After AD 2000, Chapman and Hall 1993